# Anisopodus consimilis
Anisopodus consimilis är en skalbaggsart som beskrevs av Aurivillius 1922. Anisopodus consimilis ingår i släktet Anisopodus och familjen långhorningar. Inga underarter finns listade i Catalogue of Life.